# Ricardo Aparecido Tavares
Ricardo Aparecido Tavares (født 23. april 1987) er en tidligere brasiliansk fodboldspiller.